# Nicoletto de Modène
Nicoletto de Modène (en italien : Nicoletto da Modena), né à Modène à la fin du XVe siècle, est un artiste italien de la Renaissance, dont les œuvres se situent dans les premières décennies du XVIe siècle. Il a aussi été appelé Nicoletto Rosex ou Rossi da Modena. Les noms Nicholas ou Nicolas de Modène, de Modène, Modesne ou le Modesne, et aussi les noms de famille Belin ou Bellin, se réfèrent à un artiste italien actif dans les cours de François Ier de France et Henry VIII d'Angleterre. 

## Histoire
Les sources historiques ne permettent pas d'établir avec certitude si la pluralité de noms désigne une personne unique ou deux artistes différents qui ne doivent pas être confondus, et dans certains cas même mélangent son identité avec un autre peintre dont l'ensemble des informations le concernant sont mieux établies : Nicolò dell'Abbate.
Il peut s'agir de :
- Nicholas Bellin (1490-1569) ou Nicolas Belin, Nicolas Belin da Modena, Nicolas Bellin, Nicolas Bellin da Modena, Modesne, Nicolas da Modena, Nicolò dell'Abate. Peintre italien de fresques et de miniatures[4]
- Bellin [Belin] (de Modène) [le Modesne], Nicholas (Modena, c. 1490 - Londres, 15 février 1569). Stucateur, sculpteur, peintre et modiste italien[5].

En aucun cas il ne doit être confondu avec Jacques-Nicolas Bellin, géographe français (1703-1772).

## Galerie

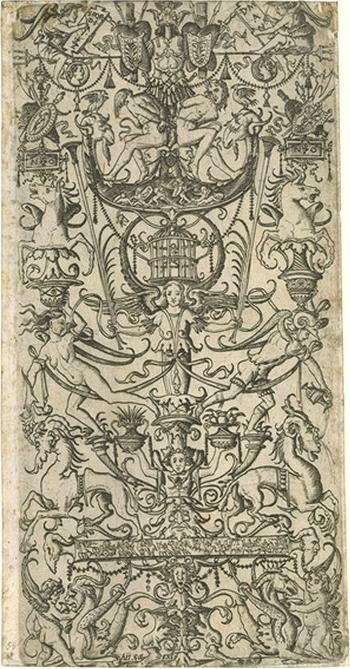
Grotesques publiés par Antonio de Salamanca, ca. 1500-1512. Ils figurent parmi les premières illustrations de la Domus Aurea produites par l'imprimerie. Cependant, ce modèle semble provenir d'un dessin de Pinturicchio.
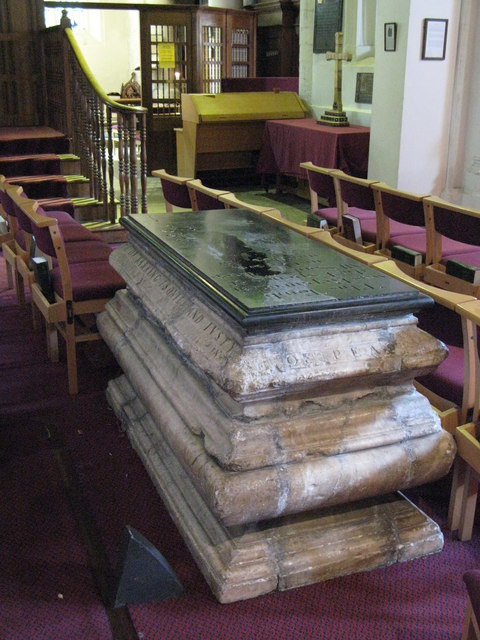
Tombeau de William Pownsett (mort en 1553), église paroissiale de Barking dans le comté d'Essex. Il lui est également attribué d'autres interventions sur des monuments funéraires, dont le tombeau de Henry VIII en l'abbaye de Westminster et d'autres dans la cathédrale de Winchester[7].